# Plique-à-jour

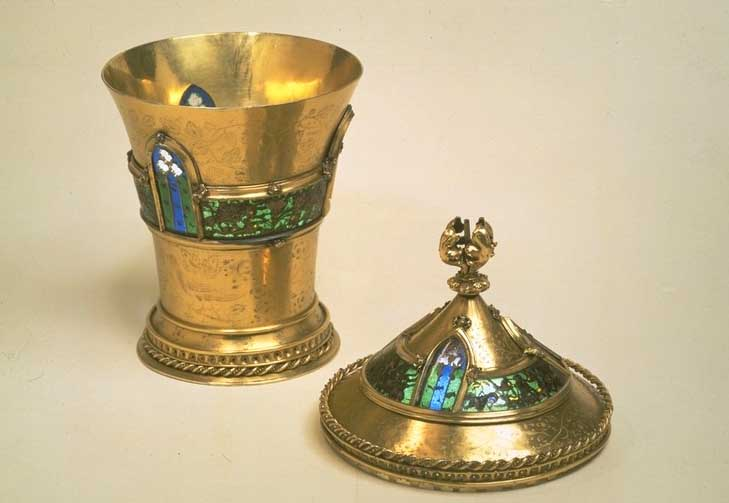
La copa Mérode, peça medieval supervivent feta en plique-à-jour, c. 1400 (Victoria and Albert Museum no. 403-1872

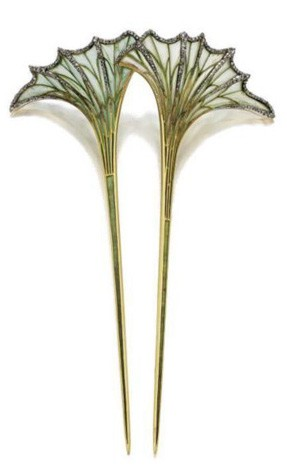
Esmalt Plique-à-jour amb petits diamants rosa tallats a les nervadures. c. 1900

Plique-à-jour (expressió francesa per expressar "deixar passar la llum") és una tècnica d'esmalt vitri on l'esmalt s'aplica en alvèols de forma similar al cloisonné, però sense comptar amb cap base que faci de suport, de tal forma que la llum pot travessar a través de l'esmalt transparent o translúcid. S'aconsegueix un efecte com si es tractés d'una versió en miniatura d'un vitrall i és considerada una tècnica de gran dificultat: requereix molt de temps (fins a 4 mesos per peça) i té un alt índex de fracàs. La tècnica és similar al cloisonné, però utilitzant una base provisional que després s'elimina dissolent-la amb àcid o rascant-la. En el cas de superfícies petites s'utilitza una tècnica diferent basada en la tensió superficial. Al Japó la tècnica és coneguda mentre shotai-jippo, i es coneix des dels segles XIX.

## Història
La tècnica va ser desenvolupada a l'Imperi Romà d'Orient al segle vi. Han sobreviscut alguns exemples de plique-a-jour romanes d'Orient en icones de Geòrgia. La tècnica havia estat adoptada a la Rus de Kíev (fort soci comercial de Constantinoble) junt amb altres tècniques d'esmalt. Malgrat la seva complexitat, s'utilitzaven bols Kosh fets amb plique-a-jour, per part de l'aristocràcia. Els mestres russos varen desenvolupar significativament aquesta tècnica; a més d'alvèols fets en metalls preciosos, també varen treballar fent servir fil de plata. Malauradament, la tècnica desenvolupada a Rus de Kíev es va perdre després de la invasió mongol del segle xiii. Alguns exemples es conserven al Museu Històric de Moscou.
A la tomba del rei Khilderic I, mort a Tournai el 481 es varen trobar joies d'origen romà d'Orient. També consta que l'emperador romà d'Orient Anastasi I va enviar una corona amb plique-à-jour a l'rei franc Clodoveu I.
L'Europa occidental va adoptar la tècnica de plique-à-jour des de l'Imperi Romà d'Orient. El terme llatí esmalta clara, figurava el 1295 a l'inventari del papa Bonifaci VIII, i l'actual terme francès se'n va derivar al segle xiv de la descripció d'un inventari en llatí: esmalta clara, per quod videtur dies que es tradueix al francès com: émaux par où on voit le jour, et enfin, émaux de plique à jour.
Benvenuto Cellini (1500–1571) va fer una descripció completa del procés al seu Tractat d'orfebreria de 1568.Les peces anteriors al segle xix són extremadament rares a causa la dificultat de la tècnica i de la seva extrema fragilitat que augmenta molt amb la seva mida. Les peces que han sobreviscut "són gairebé exclusivament petites peces ornamentals". Els exemples més antics que sobreviuen són insercions decoratives de començaments del segle xv, la copa Mérode al victoria and Albert Museum de Londres, un placa d'esmalt suís de començaments del segle xvi representant la família de la Mare de Déu que està al metropolitan Museum of Art de Nova York, i el pinacle de vuit punts sobre el frontal de la corona d'Hongria de Sant Esteve, del segle xi. Posteriorment, la tècnica es va perdre a Europa Occidental i Oriental.
La tècnica va ser recuperada a finals del segle xix en un moviment per revitalitzar les joies, i va esdevenir especialment popular a Rússia i Escandinavia. Els treballs de Pavel Ovchinikov, Ivan Khlebnikov, i alguns mestres que treballaven per Faberge són obres autèntiques obres mestres del plique-à-jour. Mestres russos varen treballar principalment peces de vaixella. Els orfebres noruecs, entre els que figuren David Andersen i J. Tostrup d'Oslo, i Martin Hummer a Bergen. Els artistes Art nouveau com René Lalique i altres artistes francesos i alemanys utilitzaven predominantment plique-à-jour en joies petites, encara que al Museu & d'Albert de la Victòria hi ha una safata de 1901 obra d'Eugene Feuillâtre (1870–1916).
Actualment aquesta tècnica no és utilitzat sovint per la seva dificultat tècnica i la baixa transferència de coneixements i habilitats entre generacions d'orfebres. Tot i això, algunes joieries de luxe encara en produeixen, com Tiffany a Nova York o Joieria Bagués a Barcelona, hereva del catàleg Masriera.

## Les Tècniques
Hi ha quatre formes bàsiques de treballar l'esmalt plique-à-jour:
1. Filigrana plique-à-jour ("plique-un-jour rus"): Es tracta d'una construcció mitjançant la qual s'interpreta un disseny planificat amb fils d'or o plata treballats sobre una forma de metall, per exemple un bol. Els fils són trenats o gravats i soldats entre si. Els esmalts són aplicats a cada alvèols creats per la xarxa metal·lica. La peça es cou en un forn. Aquest procés de col·locació i escalfament dels esmalts és repetit fins que tots els alvèols s'han omplenat. Normalment requereix fins a 15-20 repeticions.
2. Plique-à-jour perforat ("plique-un-jour occidental"): Una làmina d'or o plata és perforada i tallada seguint el disseny desitjat. Això deixa espais buits o "cèl·lules" per omplir amb esmalt en pols (vidre esmerilat).
3. Shotai shippo ("Plique-à-jour japonès"): Una capa de fluid (esmalt transparent) és fos sobre una forma de coure. Els fils són escalfats dins el flux (similar a cloisonné) i les àrees resultants són esmaltades amb els colors desitjats. Quan s'acaba tot l'esmaltat, s'extreu la base de coure deixant una closca translúcida de plique-un-jour.
4. Cloisonné en mica: els alvèols de metall preciós són cobertes amb mica, la qual és posteriorment eliminada amb abrasius després del procés d'esmaltat.